# Physoconops ramondi
Physoconops ramondi är en tvåvingeart som först beskrevs av Jacques-Marie-Frangile Bigot 1857.  Physoconops ramondi ingår i släktet Physoconops och familjen stekelflugor.
Artens utbredningsområde är Kuba. Inga underarter finns listade i Catalogue of Life.